# In the Land of Grey and Pink
In the Land of Grey and Pink — третий студийный альбом британской прогрессивной рок-группы Caravan, выпущенный в 1971 году. Он был последним альбомом, записанным в оригинальном составе Ричарда Кафлана, Пая Хастингса, Ричарда Синклера и Дейва Синклера до альбома Back to Front 1982 года.
Альбом был хорошо принят критиками, но не имел успеха в чартах, что привело к разочарованию внутри группы и уходу Дейва Синклера. 

## Признание
В специальном издании журналов Q и Mojo «Pink Floyd и история прог-рока» альбом занимает 19 место в списке «40 альбомов спейс-рока». Mojo также сказали, что In the Land of Grey and Pink — «самый главный альбом Кентербери».
Согласно опросу сайта Progarchives.com по состоянию на август 2013 года, альбом возглавляет рейтинг лучших альбомов Кентерберийской сцены. Также альбом занимает 34 место в списке «50 величайших прог-рок-альбомов всех времён» журнала Rolling Stone.

## Список композиций
Сторона 1

1. Golf Girl (Ричард Синклэр) 5:05

2. Winter Wine (Ричард Синклэр) 7:46

3. Love to Love You (And Tonight Pigs Will Fly) (Пай Хастингс) 3:06

4. In the Land of Grey and Pink (Ричард Синклэр) 4.51
Сторона 2

5. Nine Feet Underground (Дэвид Синклэр) 22:43
I. «Nigel Blows a Tune»
II. «Love’s a Friend»
III. «Make It 76»
IV. «Dance of the Seven Paper Hankies»
V. «Hold Grandad by the Nose»
VI. «Honest I Did!»
VII. «Disassociation»
VIII. «100% Proof»

### Бонус-треки на переиздании 2001 года
6. Frozen Rose (Ричард Синклэр) 6:12

7. Aristocracy (Пай Хастингс) 3:42

8. It’s Likely to have a Name Next Week (инструментальное демо «Winter Wine») (Ричард Синклэр) 7:48

9. Group Girl (первая версия «Golf Girl» со слегка изменённым текстом) (Ричард Синклэр) 5:04

10. Dissassociation/100% Proof (Дэвид Синклэр) 8:35

## Состав музыкантов

##### Caravan
- Ричард Синклер — бас, акустическая гитара, вокал
- Пай Хастингс — электрогитары, акустическая гитара, вокал
- Дейв Синклер — орган Хаммонда, фортепиано, меллотрон, вокал
- Ричард Кафлан — барабаны, перкуссия

Дополнительный персонал
- Джимми Хастингс — флейта, тенор-саксофон, пикколо
- Дэвид Гринстед — пушка, колокол, ветер
- Джон Бичем – тромбон в «Golf Girl»